# 亚布力滑雪旅游度假区
亚布力滑雪旅游度假区位于中国黑龙江省哈尔滨市尚志市南的滑雪旅游度假区，也是中国境内规模最大的滑雪旅游度假区及综合性滑雪训练中心。西距哈尔滨市193公里，东距牡丹江市106公里，位于长白山系余脉张广才岭西麓的大锅盔山脚下，其中心位置的地理坐标为 N44.60 ，E128.50， 占地面积66公顷。最高峰海拔1374.8米，最低气温-44℃，平均气温-10℃，积雪期170天，雪深一米。

## 概况
“亚布力”得名于俄语“亚布洛尼”（Яблоня，苹果园）。区内的亚布力滑雪场是中国最大的天然滑雪场。度假区加上滑雪训练中心总占面积约255公顷，最高处海拔1374.8米，基本海拔397米。301国道和濱绥铁路分别横穿度假区。拥有亚洲最长高山滑道。自1998年始举办每年一度中国国际滑雪节，中国企业家论坛年会永久会址。曾是第三届亚洲冬季运动会滑雪项目的比赛场所。1997年成立黑龙江省亚布力滑雪旅游度假区管理局管理，之後为了迎接2009年冬季大学生运动会扩展了硬體設施。
土地属于黑龙江省森林工业总局下属的亚布力林业局的省属国有林业用地。该林业局始建于1958年。施业区总面积30.6万公顷，森林总蓄积1700万立方米，是全国100家大型森工企业之一。亚布力国家森林公园和亚布力滑雪场就在亚布力林业局施业区内。

### 亚布力管委會
由於當地地理氣候條件的偏遠與廣大，亚布力管委會目前等同於一個小型的經濟特區政府。
- 2009年7月2日，黑龙江省人民政府第二十七次常务会议确定，亚布力滑雪旅游度假区交由省森工总局管理。
- 2011年4月28日，黑龙江省编委下发《关于组建省政府亚布力滑雪旅游度假区管理委员会的通知》，委托森工总局管理，发挥管理与服务的职能。
- 2013年9月26日，由亚布力林业局全资持股的“亚布力林业滑雪旅游度假村有限公司”正式成立运营。
- 2014年5月，黑龙江省委、省政府组建了由省长任组长的亚布力滑雪旅游度假区改革发展推进组
- 2014年7月12日正式揭牌成立了新的亚布力滑雪旅游度假区管理委员会（亚管委），由黑龙江省森林工业总局代管，内设5个机构與副主任
  - 黑龙江省森工总局局长王敬先兼任亚管委主任
  - 兼任副主任黑龙江省体育局副巡视员赵英亮
  - 兼任副主任黑龙江省旅游发展委员会副主任侯伟
  - 兼任副主任黑龙江省电视台党委副书记刘宁
  - 兼任副主任尚志市长孙德志

亚管委的职责包括“代表省政府对区域内经济和社会行政事务以及森林、水流、土地、矿藏实行统一领导和管理”，共拥有142条行政权力，主要包括
- 主管度假区公安局、工商局、地税局
- 施工许可证核发
- 燃气供应许可证核发
- 商品房预售许可证核发
- 区域内旅行社设立的审批
- 建设项目占用区域内林地的初审
- 旅游企业经营活动项目的初审
- 区域内星级饭店的确认（一、二级评定，三、四、五级推荐）
- 区域内滑雪导滑员的培训、监管
- 亚布力机场兴建
- 财税体制在内的旅游、食药、质监、体育、安监、环保、物价、文化、劳动监察等相应事权

## 亚布力管委會控訴事件
2017年12月底，亚布力阳光度假村董事长毛振华配合黑龍江省委書記參訪亚布力時發表視頻控訴，亚布力管委會並非以服務民營廠商為主業，而是與其爭利，透過侵占民有承包土地的較好位置建設自營旅館，之後發動行政管理權對民營廠商進行眾多稅務、消防、食安等查核找毛病，意圖逼退逼倒民營企業，佔據市場，且諸多上層政府的滑雪旅遊建設鼓勵優惠方案他從未拿到見到，都不知下文。
一天後黑龍江省政府組成調查委員會進駐，三天後便公佈調查報告，毛振华所言除了數字上有所誇張外，事項情節基本屬實，已經下令整改亚布力管委會，大量成員被解職，管委会负责人给予处分。至於毛所言耕耘20年來沒有管委會，看到他賺錢了就跑來個管委會爭利一事明顯悖於事實與誇張，因為80年代管委會的前身亞布力管理局就已經存在，並將當地建設成舉辦亞洲冬季運動會的合格地點，之後毛振华才來逐漸加大投資。其利用管理局改名管委會一事製造語法矛盾誤導大眾視聽。
1月6日毛振华在新華社專訪時表示，省政府主要领导对这件事情的高度重视出乎意料，明快處理，对繼續投资黑龙江很有信心。
央視1月5日以專題報導亚布力事件，其中專家認為此事件是一種結構性矛盾，也就是眾多旅遊區的管委會球員兼裁判，本身經營許多營利項目，同時又具有管理稽查權。然而這有歷史性形成原因，諸多所謂旅遊勝地在初期都是地處偏遠荒涼的不毛之地，根本沒有廠商會想前往投資，最初都是政府資源投入開山造路，接水接電，規劃宣傳和建設初級的旅客設施，之後才慢慢有人潮和商機，後續才有民營廠商想進入，而此時這些國營旅館、餐飲、娛樂設施都還存在就形成了上述矛盾結構。差別在於其他旅遊區因為地理等因素並未有亚布力管委會那麼大的權限，所以矛盾較不突出到尖銳程度。未來應該在旅遊區孵化成熟後逐漸將國營設施民營化或關閉，或是將行政管理權主體與營商主體拆分等多種方式。

## 飞龙跳台滑雪场地
飞龙跳台滑雪场地是一所跳台滑雪场地。普通台建成于1995年，高台建成于2008年。

### 跳台记录
- 高台（LH）:男子 138.5 m -  金鉉起（英语：Kim Hyun-ki）， Jörg Ritzerfeld（英语：Jörg Ritzerfeld）（2009年2月第24届冬季世界大学生运动会）
- 普通台（NH）

男子 103 m -  孫建平（2016年1月第13届全国冬季运动会）
女子 85.5 m -  李雪堯（2016年1月第13届全国冬季运动会）